# Gudrun Quenzel

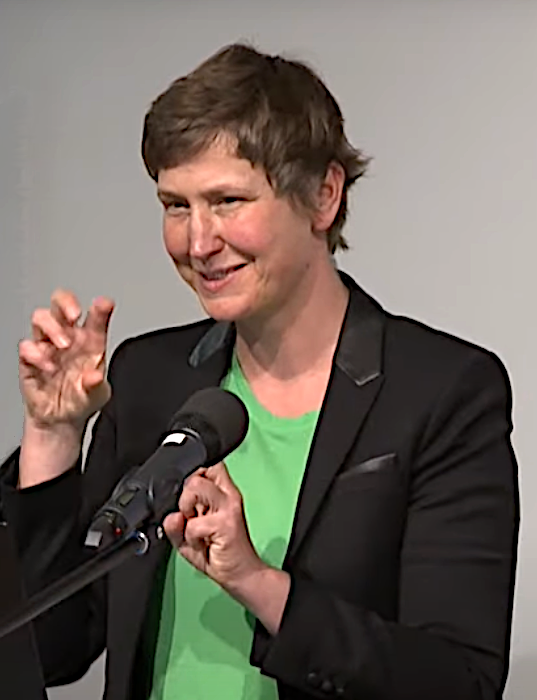
Gudrun Quenzel (2020)

Gudrun Andrea Quenzel (geboren 1971) ist eine Soziologin und Professorin an der Pädagogischen Hochschule Vorarlberg in Österreich. Dort leitet sie das Institut für Bildungssoziologie. Sie forscht zu Jugend und Sozialisation, Bildungsarmut, Gesundheit und Bildungsungleichheit.

## Leben
Quenzel hat in Lüneburg Kulturwissenschaften studiert und an der Universität Duisburg-Essen in Soziologie promoviert. 2014 habilitierte sie sich an der Fakultät für Gesundheitswissenschaften der Universität Bielefeld. Ab Sommersemester 2015 vertrat sie den Lehrstuhl Rehabilitationssoziologie an der Fakultät Rehabilitationswissenschaften der TU Dortmund. Seit 2016 ist Quenzel Professorin für Bildung und Gesellschaft an der PH Vorarlberg.

## Forschung
Quenzel promovierte 2005 an der Universität Duisburg-Essen mit einer Dissertation zu europäischer Identität und Kulturpolitik der Europäischen Union. 2014 habilitierte sie sich mit einer Schrift über Entwicklungsaufgaben und Gesundheit im Jugendalter. Quenzel hat ca. 70 Zeitschriften- und Buchbeiträge verfasst, von denen sich ein großer Teil mit Health Literacy und der Gesundheitskompetenz vulnerabler Gruppen befasst. Gemeinsam u. a. mit Klaus Hurrelmann verfasste Quenzel die 16. (2010), 17. (2015) und 18. (2019) Shell Jugendstudie.
Quenzel ist Mitglied in der Deutschen Gesellschaft für Soziologie.

## Publikationen (Auswahl)
- mit Mathias Albert, Klaus Hurrelmann, Ulrich Schneekloth, Ingo Leven, Hilde Utzmann, Sabine Wolfert: Jugend 2019 – 18. Shell Jugendstudie.
- mit K. Hurrelmann: Lebensphase Jugend. Eine Einführung in die sozialwissenschaftliche Jugendforschung. Juventa, München 2016.
- Eine Generation meldet sich zu Wort. Beltz Verlag, Weinheim/Basel 2019.
- Sozialisation. In: Erziehung und Unterricht. Österreichische Pädagogische Zeitschrift, Nr. 9/10, 2018, S. 833–839.
- mit M. Messer, D. Vogt, D. Schaeffer: Health Literacy und Prävention bei älteren Menschen mit Migrationshintergrund. In: Health Literacy, 2017, S. 189–204.
- mit M. Messer, D. Vogt, D. Schaeffer: Health Literacy bei vulnerablen Zielgruppen. In: Prävention und Gesundheitsförderung. 2016, S. 1–7.
- mit D. Vogt, D. Schaeffer: Unterschiede der Gesundheitskompetenz von Jugendlichen mit niedriger Bildung, Älteren und Menschen mit Migrationshintergrund. In: Das Gesundheitswesen, Nr. 11, 2016, S. 708–710.